# Delphine Arnould de Cool-Fortin
Delphine Arnould de Cool-Fortin (Limoges, 25 de dezembro de 1830 França, 16 de janeiro de 1921) foi uma pintora e escritora francesa.